# Pic Triple Divide (Californie)
Pour les articles homonymes, voir Pic Triple Divide.
Le pic Triple Divide (en anglais : Triple Divide Peak) est un sommet de la Sierra Nevada, aux États-Unis. Il culmine à 3 539 mètres d'altitude dans le comté de Madera, en Californie, à la limite de l'Ansel Adams Wilderness et de la Yosemite Wilderness, respectivement au sein de la forêt nationale de Sierra et du parc national de Yosemite.